# Nymphaeaceae
Famille
Classification APG III (2009)

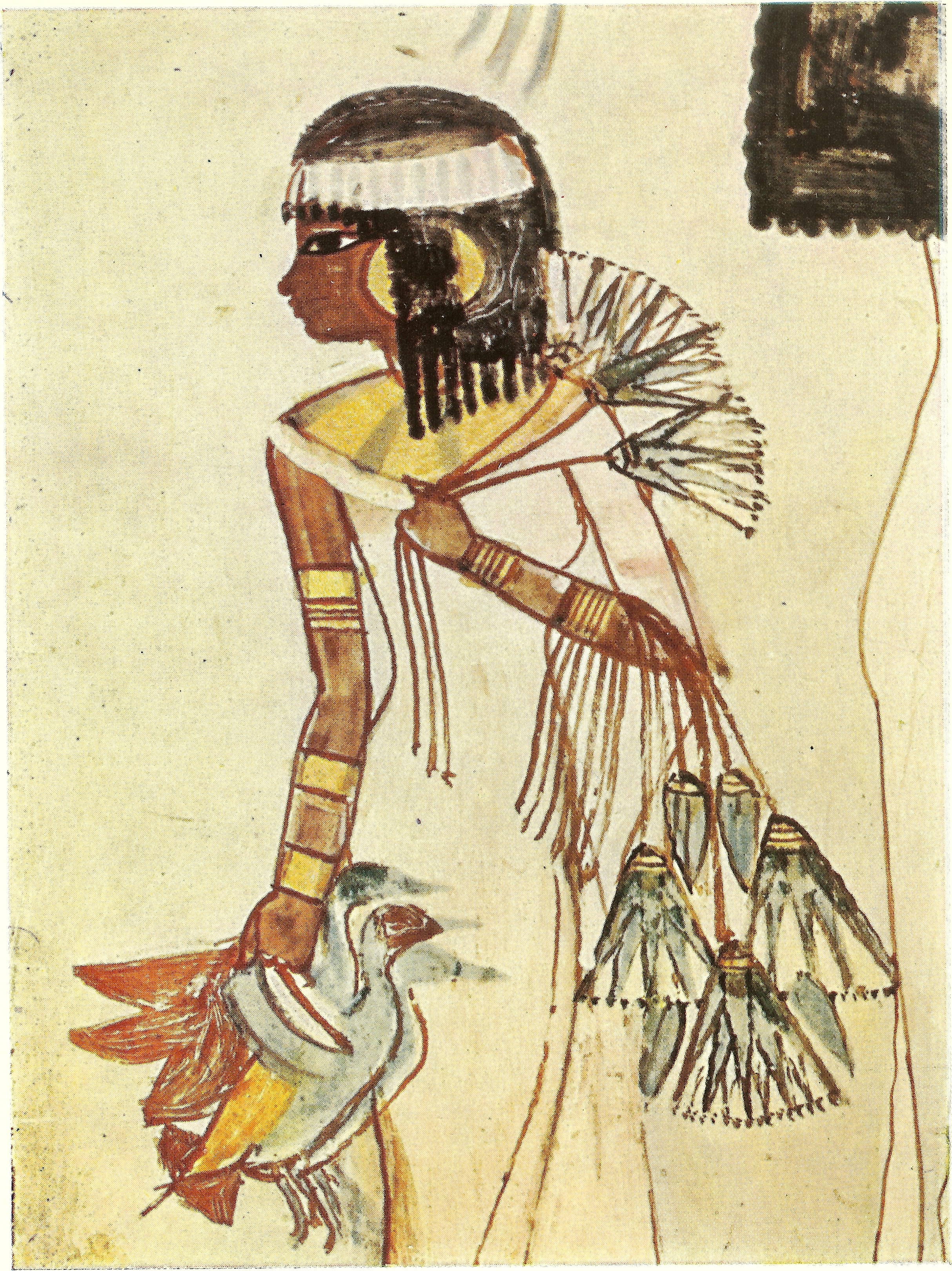
Peinture datant du Nouvel Empire provenant du tombeau de Menna représentant une jeune femme portant une brassée de fleurs de Nymphaea et trois Canards vivants.

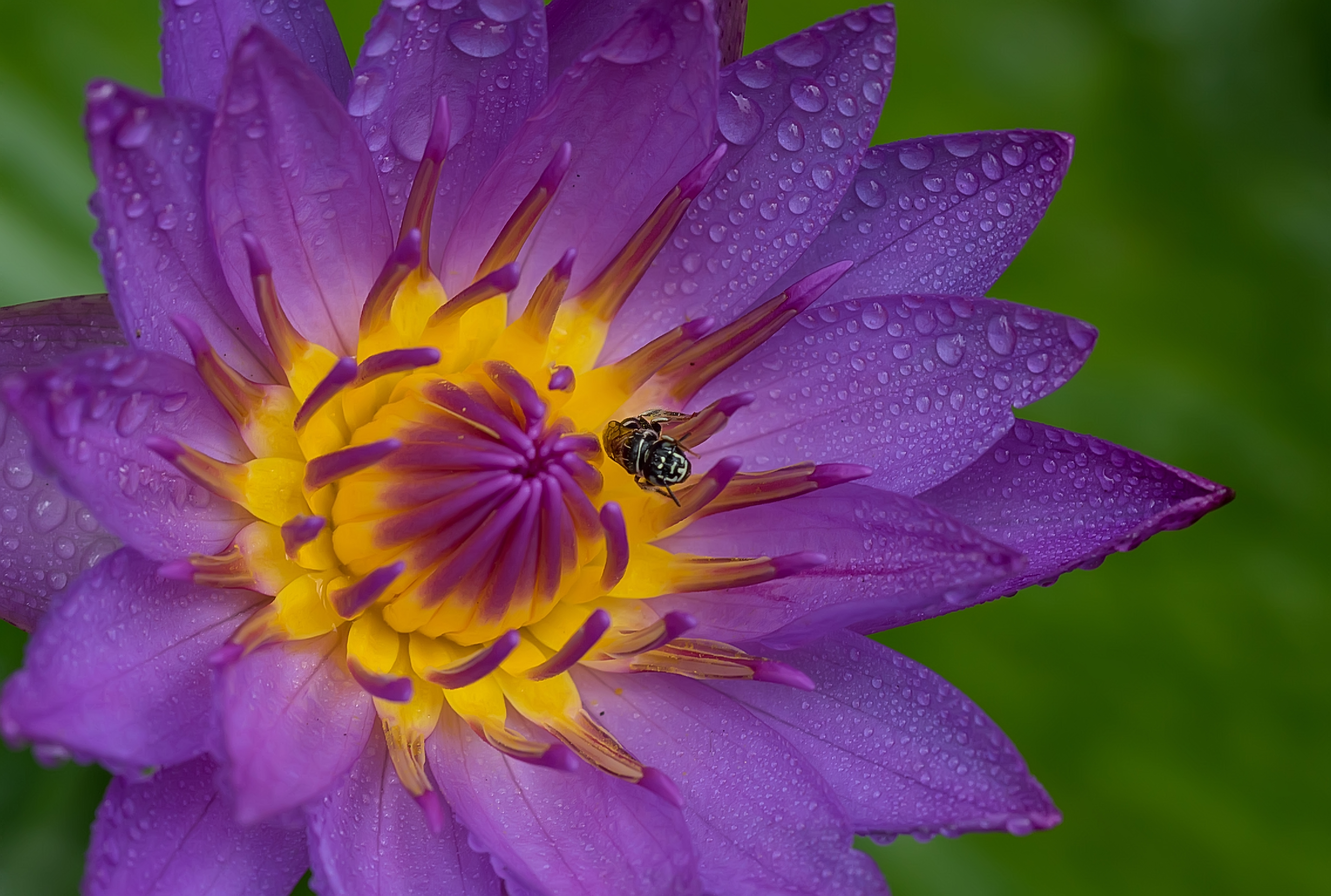
Une fleur de Nymphaeaceae avec une mouche au Bangladesh.

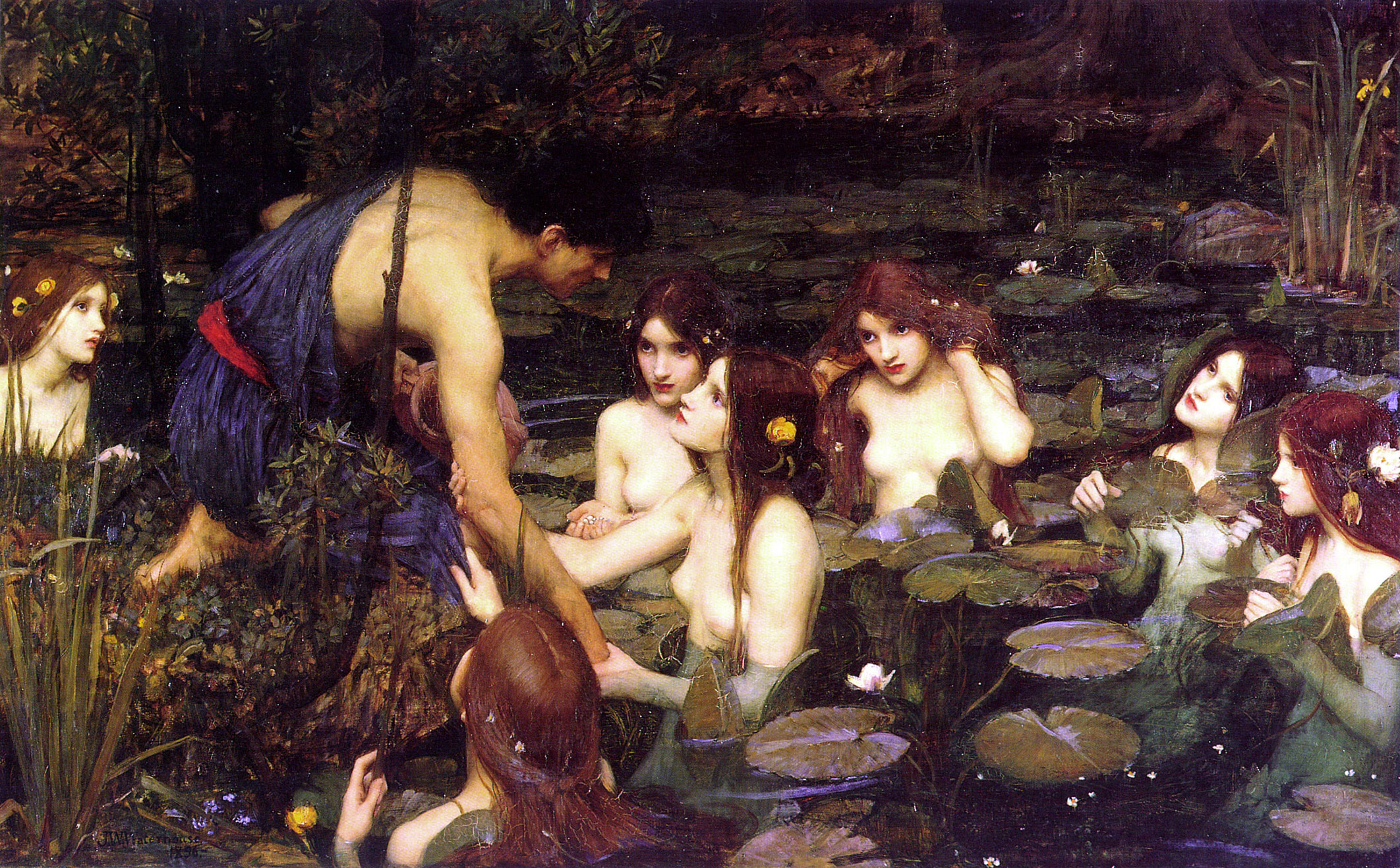
Hylas et les Nymphes (1896). Dans ce tableau figure un Nénuphar jaune et un Nénuphar blanc.

Les Nymphaeaceae (ou Nymphéacées en français) sont une famille de plantes à fleurs de l'ordre des Nymphaeales. Les deux principaux genres sont Nymphaea et Nuphar.
Ce sont des plantes aquatiques, rhizomateuses, aux feuilles rondes, flottantes.

## Étymologie
Le nom vient du genre Nymphaea lui-même issu du grec nymphaia et du latin nymphaea (lis d'eau, nénuphar), les nymphes étant des créatures mythologiques peuplant la nature notamment les sources et les rivières.

## Classification
Suivant la classification phylogénétique APG II (2003), cette famille provient d'une divergence ancienne et les plantes ne sont pas de vraies dicotylédones. La famille comprend le genre Barclaya anciennement placé dans les Barclayacées. On peut aussi inclure (optionnellement) dans cette famille les Cabombacées. En incluant les Cabombacées, la famille Nymphaeaceae comprend 8 genres, en les excluant 6 genres.
En classification phylogénétique APG III (2009), cette famille est placée dans l'ordre Nymphaeales.

## Description
Ce sont des plantes herbacées vivaces, rarement annuelles, aquatiques avec des rhizomes horizontaux ou verticaux. Les feuilles sont alternes, simples, soutenues par un long pétiole, flottantes, émergées ou submergées, peltées, au limbe linéaire, sagittées, cordées ou orbiculaires, préfoliation involutée, stipules adaxiales ou absentes. Des trichomes mucilagineux sont présents dans les organes en formation. Les stomates sont anomocytiques sur l'avers des feuilles émergées, hydropotes présents sur le revers.
Les tiges non flottantes se présentent sous la forme de rhizomes horizontaux, épais, cylindriques à légèrement déprimés, dont les parties anciennes meurent et se ramifient par accroissement apical ou bien par des souches verticales épaisses qui émettent des feuilles et des fleurs depuis l'extrémité ; nœuds trilacunaires. Dans deux cas supplémentaires il peut apparaître des tubercules. Le système vasculaire est eustelique modifié, complexe. L'aérenchyme est présent dans tous les organes.  Présence de laticifères non ramifiés. Racines apparaissant sous chacune des feuilles.
Ce sont des plantes hermaphrodites.

## Usages
Selon l'ethnobotaniste François Couplan, plusieurs espèces au moins sont comestibles. Ainsi  le rhizome du nénuphar blanc a été consommé (après ébullition dans une ou plusieurs eaux pour éliminer les principes amers). De même pour le fruit, parfois consommé cru (ex dans le nord-ouest de l’Espagne pour le nénuphar blanc), les graines (mangées en bouillie ou pain sur plusieurs continents). Des usages médicinaux ont été signalés, ainsi que tinctoriaux .

## Liste de genres
Selon NCBI (27 mars 2010) :
- genre Barclaya
- genre Euryale
- genre Nuphar
- genre Nymphaea
- genre Ondinea
- genre Victoria

Selon Angiosperm Phylogeny Website (19 mai 2010) :
- genre Barclaya
- genre Brasenia
- genre Cabomba
- genre Euryale
- genre Nuphar
- genre Nymphaea
- genre Ondinea
- genre Victoria

Selon DELTA Angio (27 mars 2010) :
- genre Nymphaea
- genre Nuphar
- genre Ondinea

Selon ITIS (27 mars 2010) :
- genre Euryale Salisb.
- genre Nuphar Sm.
- genre Nymphaea L.
- genre Victoria